# 黒澤直俊
黒澤 直俊（くろさわ なおとし、1956年11月 - ）は、日本の言語学者。専門はロマンス語史、ポルトガル語学。東京外国語大学名誉教授。

## 略歴
宮城県生まれ。1981年東京外国語大学外国語学部卒業、1984年同大学院外国語学研究科修士課程修了、1987年東京外国語大学外国語学部助手、1992年講師、1998年助教授、2003年教授、2009年東京外国語大学総合国際学研究院教授（言語文化部門・言語研究系、大学院重点化による配置換え）、2022年定年退職、名誉教授。

## 著書
- 『エクスプレスブラジルポルトガル語』白水社 1988
- 『キックオフ!ブラジルポルトガル語』大修館書店 1996
- 『250語でできるやさしいブラジルポルトガル会話』白水社 1998

### 共編・監修
- 『デイリー日葡英・葡日英辞典』ホナウヂ・ポリート,武田千香共監修 三省堂編修所編 三省堂 2003
- 『日本語から引く知っておきたいポルトガル語 プログレッシブ単語帳』武田千香共編 小学館 2003
- 『通訳ガイドポルトガル語過去問解説』牧野真也共監修 法学書院 2004
- 『世界の文字と言葉入門 スペイン・ポルトガルの文字と言葉』監修 こどもくらぶ著 小峰書店 2005
- 『ポルトガル短篇小説傑作選 よみがえるルーススの声』ルイ・ズィンク共編　現代企画室 2019